# IC 444
 IC 444  är en reflektionsnebulosa i stjärnbilden Tvillingarna.